# Bennett Lake (Kanada)
Der Bennett Lake, früher auch als Lake Bennett bekannt, ist ein See in der kanadischen Provinz British Columbia und dem Yukon-Territorium.
Der 90,68 km² große und 41 km lange See besitzt eine mittlere Tiefe von 62 m ist maximal 123 m tief. Der Bennett Lake wird über den kurzen Natasaheeni River zum benachbarten Tagish Lake entwässert. Am Pegel 09AA004 (⊙) bei Carcross am Abfluss aus dem Bennett Lake beträgt der mittlere Abfluss 1,6 m³/s.
Während des Klondike-Goldrauschs Ende des 19. Jahrhunderts nutzen die Goldsucher, die von Skagway oder Dyea über den Chilkoot oder den White Pass ins Landesinnere gelangt waren, den See als Startpunkt für die Weiterreise nach Dawson in Booten auf dem Yukon. Bis heute verbindet die 1898 in Betrieb genommene White-Pass-&-Yukon-Route-Bahnstrecke Skagway mit dem südlichen Ende des Lake Bennett. Orte am See sind Carcross und das verlassene Bennett.

## Seefauna
Im Sommer können im See Amerikanische Seesaiblinge (Lake Trout), Arktische Äschen und Hechte geangelt werden. Die Seepopulation der Heringsmaräne ist offenbar nicht besonders groß.